# Haueryt
Haueryt – minerał z gromady siarczków. Należy do minerałów bardzo rzadkich.
Nazwa pochodzi od nazwiska austriackiego geologa – J.R. Hauera (1822–1899) – W. Haidinger 1845 r.

## Charakterystyka

### Właściwości
Tworzy kryształy mające postać ośmiościanu, także będące kombinacją sześcianu i ośmiościanu, czasami dwunastościenne. Występuje w skupieniach kulistych, gwiaździstych, czasami w zbitych i ziemistych. Jest kruchy, słabo przeświecający, izostrukturalny z pirytem. 

### Występowanie
Najczęściej spotykany w skałach osadowych iłach, marglach, gipsach stowarzyszonych ze złożami siarki rodzimej. Współwystępuje też z markasytem. Spotykany jest w czapach gipsowych, wysadach solnych oraz w osadach głębokomorskich. 
Miejsca występowania:
- Na świecie: Włochy, Słowacja, USA, Gruzja.

- W Polsce: kryształy zostały znalezione w iłach i marglach stanowiących strop złoża siarki w rejonie Tarnobrzega.

### Zastosowanie
- minerał interesuje naukowców,
- jest poszukiwany i ceniony przez kolekcjonerów.